# Columbia Comics
Columbia Comics Corporation era uma editora de revistas em quadrinhos ativa na década de 1940. Foi formada em 1940 pela parceira entre Vin Sullivan e o McNaught Newspaper Syndicate para publicar revistas contendo republicações de tiras de quadrinhos da McNaught como Joe Palooka e Charlie Chan, bem como histórias inéditas. 
Sua primeira título publicado foi uma antologia chamada Big Shot Comics, cuja estreia trouxe as aparições de Skyman e The Face. Big Shot Comics teve 104 edições até seu fim em 1949, quando a Columbia saiu do mercado. Entres os títulos publicados pela Columbia, podemos citar a série Big Shot Comics estrelada por Skyman (quatro edições) e The Face.
Os criadores de quadrinhos que trabalhavam para a Columbia, podemos incluir Fred Guardineer, na Marvelo, the Monarch of Magicians; e Ogden Whitney e Gardner Fox na Skyman.

## Títulos
Fonte:[carece de fontes?]
- Big Shot Comics (104 edições, 1940–1949; 75 edições como Big Shot e 29 como Big Shot Comics)
- Columbia, the Gem of the Comics (1 edição, 1943)
- Dixie Dugan (13 edições,1942–1949)
- The Face (2 edições, 1941–1942)
- Joe Palooka (4 edições, 1942–1944)
- Ken Stuart (1 edição, 1948)
- Mickey Finn (12 edições, 1944–1949; continuando a numeração da Mickey Finn da Eastern Color Printing)
- Skyman (4 edições, 1941, 1942, 1947 e 1948)
- Sparky Watts (10 edições, 1942–1949)
- Tony Trent (2 edições, 1948; continuação a numeração da The Face)